# Teet
Teet eller Teit, var en svensk adelssläkt (nr 550) med ursprung i södra Finland och i Skottland. Utdöd 1799.

## Den finländska släkten Teit
Som för så många andra medeltida släkter, är den finska släkten Teits ursprung - ur vilken den svenska adliga ätten härstammar - inte dokumenterat, utan den äldsta historien är baserad på långt senare uppgifter och på muntlig tradition. Den kan definitivt knytas till socknen Pernå i landskapet Nyland i södra Finland och även till orten Tetom. Namnet hävdas komma av den skotska släkten Tait (Tate och andra skrivningar förekommer). Ordet har härletts till det fornnordiska 'taitr' vilket betyder 'gladlynt'.
Traditionen menar att de första medlemmarna av släkten kom till Finland på 1200-talet bland de efter hand allt talrikare skotska militärer som tog tjänst för den svenska kronan. Det finns ingen anledning att betvivla detta ursprung, däremot dateringen och legendens vidlyftigare delar. I Gabriel Anreps Svenska adelns Ättar-taflor står att ätten kommit från Skottland, varifrån en Henning Teit skulle ha anlänt till Sverige under Birger jarls tid som regent varefter han 1249 "lade Tavastland och Nyland under Sveriges krona". Han skulle därefter ha uppfört en kyrka som han uppkallat Perno efter sin födelseplats Pirn. Han sägs ha fört ett vapen med delad sköld, med rött andreaskors i silverfält och i övre tredjedelen 3 stjärnor av silver i rött fält, det vapen som släkten sedermera skulle använda. Andreaskorset förekommer även som vapenbild inom den skotska släkten Tait och som bekant i den skotska flaggan. Kommunen Pernå har även den andreaskorset som sin vapenbild, med uppenbar förebild i släkten Teits vapen. 
Platsen Pirn, belägen i samhället Innerleithan i Tweeddale, Scottish Borders är ännu idag ansedd som den skotska släkten Taits säte (the Taits of Pirn], trots att endast grindstugan återstår av det praktfulla Pirn House som en gång reste sig på platsen.
Släkten Teit har gemensamt ursprung eller nära släktband med ätterna Creutz och Poitz, och har utöver adelssläkten Teet gett upphov till ätterna
Stierncreutz och Teetgren med vilka alla den helt eller delvis delar vapenbild. Sambanden mellan släkterna Teit/Teet, Creutz, Poitz, Jägerhorn, Ekelöf, Muurlasläkten med flera nyländska släkter är svåra eller omöjliga att härleda i detalj då tillförlitliga äldre historiska källor saknas. De gamla finska ofrälse släkterna Iivanainen, Ivanander, Ulvichius och Kyander härstammar även de på mödernet från de äldre grenarna av släkten Teit, och det kan noteras att från den sistnämnda släkten finns i Riksarkivets Livonicasamling  ett personligt sigill från 1654 bevarat med bilden av en Trana, som är en annan ofta använd vapenbild inom den skotska släkten Tait.
Anspråket på att släkten Teit kunde åberopa skotska adliga rättigheter har ifrågasatts av föreningen Riddarhuset med argumentet att släkten Tait är en sk. "Armigerous Clan", det vill säga en klan utan klanhövding med rätt att bära vapensköld och därmed saknar en huvudman med adlig värdighet. Deras vapensköld associeras därför med släkten som helhet och inte med klanledarens familj. Dock förekom ingen registrering av de skotska klanerna och deras vapenbilder förrän efter 1672, och i skotsk heraldik är förekomsten av kollektiva vapensköldar i sig en orimlighet, då deras syfte varit att identifiera just en klanledare. Därför har begreppet "Armigerous Clan" starkt ifrågasatts. Det kan därför inte uteslutas att klanen Tait haft en huvudman och att den vapenbild som associeras med klanen och som använts av släkten Teit (och flera andra släkter) i Pernå är en indikation på att någon sanning kan ligga i de anspråk som gjorts på ättens rätt till frälse. Ditåt pekar även omständigheten att familjebanden till andra frälsesläkter i trakten är så tydliga.
Den äldsta bekräftade medlemmen av den finländska släkten Teit är Håkan Jönsson (Teit) som nämns i ett dokument från 1496 där det uppges att en Anders Persson i Wäckaby (i Pernå socken) lagligen sålt en äng benämnd Grankär åt en Jöns Håkansson i Tetom.
Hans sonson Mats Jönsson Teit ägde jord i Tetom där han dog 1552. Han var gift med Brita Larsdotter (Creutz). 
Deras son Lars Matsson Teit var hövitsman för en fana knektar och stupade år 1571 under ett ryskt anfall då även hans gård blev skövlad. Han uppges ha varit frälseman i Tetom år 1555 och var gift i tur och ordning med Karin Eriksdotter, Margareta Hansdotter av Muurlasläkten och Margareta Persdotter. Med dessa hustrur fick han såvitt man känner till sammanlagt tolv barn. Dessa gifte sig in i släkterna Slang, Jägerhorn af Spurila, Ekelöf, Nylander och Iivanainen. Från den sistnämnda utgår den gren som adlades Teetgren.
Hans bror Mårten Matsson Teit reste år 1536 på bekostnad av biskop Martin Skytte till Wittenbergs universitet i Tyskland tillsammans med Mikael Agricola som senare blev Finlands reformator och biskop i Åbo. 1539 blev Mårten Teit utsedd till lärare åt Gustav Vasas söner hertigarna Erik och Johan. Tillsammans med Mikael Agricola och Simon Henriksson deltog han i översättandet av Nya Testamentet till finska. Han dog 1544.
Mårten Larsson Teit  var länsman i Pernå 1572–1580 och levde ännu 1584. Han var gift med Anna Bertilsdotter och därefter med en okänd. I Silverskattelängden för Nyland år 1571 återfinns han i Tetom och är en av de rikaste personerna i länet. Förmodligen har detta att göra med att han bedrev krog eller gästgiveri.
Mårten Teit hade bland andra barn två söner. Mats Mårtensson Teit (död omkring 1613) var mönsterskrivare under Hans Boijes fana (regemente) och blev far till stadsmajoren Johan Mattsson Teit, adlad Stierncreutz. Han dog 1670. Den andra sonen Henrik Mårtensson Teit, adlades 1652 och tog namnet Teet (se nedan).
Ofrälse (icke-adliga) ättlingar till släkten Teit lever ännu i Finland, med det fennicerade namnet Teittinen.

## Den adliga ätten Teet
Henrik Mårtensson Teet (död 1657) var borgmästare i Falun, underlagman i Uppland, bergmästare över kronobruken i Finland, samt överbergmästare och burggreve i Falun. Han adlades den 20 mars 1652 med namnet Teet och introducerades på riddarhuset under nr. 550. Henrik Teet var gift två gånger, men ätten fortlevde på svärdssidan bara från andra äktenskapet, med Anna (Troilia) dotter till Uno Troilius och Margaret Säbråzynthia, även känd som Stormor i Dalom. Dottern Christina blev gift med Petrus Petri Gangius som har många ättlingar, däribland en gren som adlades Rosenstedt. 
Sonen Erik Teet (1646-1693) var häradshövding och vice lagman i Medelpad. Han fick kungligt tillstånd att ingå gifte med sin styvsyster Maria Rudbeckia och ligger begravd i Selångers kyrka, där även hans vapen blev uppsatt.
Ätten dog ut på svärdssidan 1799 med Arvid Johan Eriksson Teet (1720-1799), som var kammarherre vid hovet i Stockholm.

## Medlemmar ur släkten
- Mårten Matsson Teit (Martinus Matthiae Teit, cirka 1510–1544), var en finsk reformator, kyrkoherde och lärare till Gustav Vasas söner Erik och Johan.

- Lars Matsson Teit, stupad 1571. Hövitsman för en fana knektar.

- Mårten Larsson Teit, levde ännu 1584, länsman i Pernå.

- Gregorius Martini Teit, död 1615, Kyrkoherde i Åbo.

- Jakob Larsson Teit (Jakobus Laurentii Teit), född på 1520-talet, död 1596. Kunglig sekreterare, stadsskrivare i Åbo.

- Henrik Mårtensson Teit, adl. Teet, död 1657 i Falun. Assessor, underlagman, bergmästare och burggreve.

- Erik Henriksson Teet (1645–1693), häradshövding i Medelpad.

- Erik Eriksson Teet (1673–1733), häradshövding i Ångermanland.